# 안치환
안치환(安致煥, 1965년 11월 16일((음력 10월 24일) ~ )은 대한민국의 대표적인 386 가수이다.
노래를 찾는 사람들의 멤버 이기도 하였고, 1987년 사망한 故 이한열 열사의 추모곡을 작곡 하기도 했다.

## 주요 이력
1984년 언더그라운드 라이브 클럽에서 포크 록 가수 첫 데뷔한 그는 이후 1989년 1집 '안치환 첫 번째 노래모음'으로 정식 데뷔하였으며 1989년 5월 노찾사의 멤버였다. 1999년 오늘의 젊은 예술가상 대중예술부문에서 수상하였다.

## 학력
- 남강고등학교
- 연세대학교 사회사업학과(84학번)

## 특기 사항
- 2014년 대한민국의 지방자치단체 선거에서 경기도지사로 당선된 정치인 남경필과는 연세대학교 사회사업학과 84학번 동기이다.[1]
- 가수 김광석과의 친분으로 알려져있다.
- 정치 성향 논란이 있다.[2]

## 발표 앨범

### 1+2집-1994
안치환의 1집과 2집은 CD로 나오지 않았고 발매회사가 망했기 때문에
후에 안치환은 1+2집을 새로 발표한다.
1. 그곳으로
2. 저 창살에 햇살이
3. 솔아 푸르른 솔아
4. 내 가는 이 길이 험난하여도
5. 사계
6. 저 평등의 땅에
7. 이 산하에
8. 노동자의 길
9. 행복은 성적순이 아니잖아요
10. 언제나 언제까지나
11. 지리산 너 지리산이여
12. 잠들지 않는 남도
13. 광야에서
14. 오월의 노래
15. 그렇지요?
16. 마른잎 다시 살아나
17. 떠남이 아름다운 사람들이여
18. 우리가 어느 별에서
19. 아무일 없었다는 듯
20. 철의 노동자

### 3집(Confession)-1993
1. 고백
2. 자유
3. 소금인형
4. 섬
5. 우리가 어느 별에서
6. 귀뚜라미
7. 또 하나의 내일
8. 겨울새
9. 그것인데
10. 또 하나의 시작을 위해(졸업)

### 4집(내가 만일)-1995
1. 너를 사랑한 이유 A
2. 수풀을 헤치며
3. 당당하게
4. 고향집에서
5. 시인과 소년
6. 그대만을 위한 노래
7. 평행선
8. 물따라 나도 가면서
9. 겨울나무
10. 생의 의미를 찾아서
11. 내가 만일
12. 그 사랑 잊을 순 없겠죠
13. 너를 사랑한 이유 B

### 4.5집(Nostalsia)-1997
1. 신개발 지구에서
2. 약수 뜨러 가는 길
3. 새
4. 영산강
5. 편지
6. 햇살(민주)
7. 청산이 소리쳐 부르거든
8. 신개발 지구에서
9. 부서지지 않으리
10. 이 세계 절반은 나
11. 타는 목마름으로
12. 언덕에 서서
13. 꽃상여 타고
14. 겨울 거리에서
15. 쐬주
16. 친구에게
17. 하얀 비행기

### 5집(Desire - 갈망)-1997
1. 희망이 있다
2. 사람이 꽃보다 아름다워
3. 얼마나 더
4. 사랑하려네
5. 그대는 아름다운 여인
6. 사랑, 그 이름 하나로
7. 저물면서 빛나는 바다
8. 하나를 위한 연가
9. 바램
10. 38선은 38선에만 있는 것이 아니다
11. 한다
12. 아이고 I go
13. 우리의 꿈이 있는 한..
14. 청년
15. 바람

### 6집(I still believe)-2000
1. 나무의 序
2. 그런 길은 없소
3. 돌멩이 하나 A
4. 살구꽃 지고 복사꽃 피던 날
5. 살고 지고... 살고 지고...
6. 악몽 '98
7. 어머니 전상서
8. 삶을 위하여
9. 그대 있기에
10. 사랑하게 되면
11. 강변역에서
12. 나도 그렇게
13. 돌멩이 하나 B

### 6.5집(Remember)-2000
6.5집은 김남주 시인 헌정 앨범으로, 김남주 시인의 시로 가사를 쓴 노래들로 구성되어 있다.
1. 똥파리와 인간
2. 자유
3. 지는 잎새 쌓이거든
4. 저 창살에 햇살이
5. 물 따라 나도 가면서
6. 돌멩이 하나
7. 38선은 38선에만 있는 것은 아니다
8. 신국화
9. 희망이 있다
10. 아이고 I go
11. 노래
12. 함께 가자 우리 이 길을
13. 이 가을에 나는

### 7집(Good Luck)-2001
1. 내 꿈의 방향을 묻는다
2. 우물 안 개구리
3. 슬럼프
4. 위하여
5. 가을 은행나무 아래서
6. 철망 앞에서
7. 동행
8. 아 봄이런가
9. 산
10. 수선화에게
11. 고해
12. 내 손을 잡아요
13. 13년만의 고백
14. 배웅
15. 매향리의 봄

### Best Live 01~02-2002
CD1
1. 돌멩이 하나
2. 나무의 序
3. 산
4. 평행선
5. 겨울새
6. 수선화에게
7. 사랑하려네
8. 그런 길은 없소
9. 그 곳으로
10. 저물면서 빛나는 바다
11. 소금인형
12. 한다
13. 살고지고 살고지고

CD2
1. 내 꿈의 방향을 묻는다
2. 우리가 어느 별에서
3. 내가 만일
4. 사랑하게 되면
5. 귀뚜라미
6. 우물 안 개구리
7. 너를 사랑한 이유
8. 수풀을 헤치며
9. 똥파리와 인간
10. 사람이 꽃보다 아름다워
11. 당당하게
12. 얼마나 더
13. 위하여

### 8집(외침!! Clamour)-2004
1. 외침(Intro)
2. 산맥과 파도
3. 해방구
4. 사람들 사이에 꽃이 필 때
5. 물 속 반딧불이 정원
6. 개XX들
7. 부메랑
8. 피 묻은 운동화
9. America
10. Stop the war
11. 총알받이
12. 오늘도 미국 대사관 앞에
13. 꼭두각시
14. 내버려둬!
15. 연탄한장

### 8.5집(Beyond Nostalsia)-2006
1. 해방가
2. 기러기
3. 빼앗긴 들에도 봄은 오는가
4. 농민가
5. 까치길
6. 찔레꽃
7. 땅의 사람들
8. 희망가
9. 출정가
10. 진달래
11. 민중의 아버지
12. 미칠 것 같은 이 세상
13. 친구2
14. 잘가오
15. 작업장
16. 코카콜라
17. 맹인부부가수
18. 전진가
19. 흔들리지 않게
20. 이 세상 사는 동안
21. 우리

### 9집(안치환 9)-2007
1. 처음처럼
2. 알바트로스
3. 늑대
4. 세상이 달라졌다
5. 혼자서 가는 길 아니라네
6. 담쟁이
7. 오직 그대만이
8. 아내에게
9. 너의 환상
10. 내 안의 나
11. 안개 속에 길을 잃다
12. 행여 지리산에 오시려거든
13. 굿나잇

### 9.5집(정호승을 노래하다)-2008
1. 고래를 위하여
2. 인생은 나에게 술 한 잔 사주지 않았다
3. 꽃 지는 저녁
4. 내가 사랑하는 사람
5. 또 기다리는 편지
6. 우리가 어느 별에서
7. 수선화에게
8. 이별 노래
9. 강변역에서
10. 북한강에서
11. 풍경 달다
12. 어머니를 위한 자장가
13. 눈물꽃
14. 맹인부부가수
15. 연어(시낭송)

### 10집 (오늘이 좋다)-2010
CD1
1. 개망초
2. 그래, 나는 386이다
3. 마흔 즈음
4. 떨림
5. 어떤 유언
6. 삶이여, 감사합니다
7. 이무기
8. 내 이름은 비정규직
9. 내 친구 그의 이름은
10. 나는 노래하는 노동자다
11. 대지의 노래

CD2
1. 모란이 피기까지는
2. 오늘이 좋다
3. 선운사에서
4. 사랑하기나 했던 걸까
5. 아무 의미가 없어
6. 바다로 가는 길
7. 더 행복하길 바래
8. 사랑합니다
9. 하늘을 보는 나는

### 안치환Live 혼자 부르는 노래-2012
2002년, 2008년 8월 제일화재 세실 극장에서 공연된 ‘안치환 혼자 부르는 노래’ 라이브 실황을 기록한 음반입니다.
‘안치환Live 혼자 부르는 노래‘는 지난 2002, 2008년 8월에 제일화재 세실 극장에서 공연된 ’안치환 혼자 부르는 노래‘ 라이브 실황을 기록한 음반이다.
이번 앨범은 안치환을 사랑하는 팬들을 위해 제작된 스페셜 앨범으로 공연장과 홈페이지를 통해 만날 수 있다.
CD1
1. Intro1
2. 그 곳으로
3. Intro2
4. 가시리
5. Intro3
6. 부용산
7. 편지
8. 약수 뜨러 가는 길
9. 민주 (햇살)
10. 타는 목마름으로
11. Intro4
12. 저 창살에 햇살이
13. 솔아, 푸르른 솔아
14. 아무 일 없었다는 듯-

CD2
1. Intro1
2. The girl with April in her eyes
3. 빼앗긴 들에도 봄은 오는 가
4. 우리가 어느 별에서
5. 훨훨
6. Intro2
7. 내가 만일
8. 그대 있음에
9. 담쟁이
10. Intro3
11. 피 묻은 운동화
12. 사람이 꽃보다 아름다워
13. 우리

### 11집(50)-2015
1. 사랑이 떠나버려 나는 울고 있어
2. 나는 암환자
3. 병상에 누워
4. 바람의 영혼
5. 희망을 만드는 사람
6. 무지개
7. 회상
8. 길지 않으리
9. 천국이 있다면
10. 레테의 강 (Instrumental)
11. Shame on You!

### 12집(53)-2018
Disc 1
1. Intro 2
2. 봄보로봄봄봄
3. 풍림화산
4. 길 (On The Road)
5. 오, 마이 갓!
6. 난 여름이 좋아
7. 막걸리 1 / 막걸리 2
8. 빨간 스카프를 맨 여자
9. 나를 잊지 말아요!

Disc 2
1. 가을의 소원
2. 지나가네
3. 불현듯 지는 꽃잎을 보며 떠오른 얼굴들
4. 권력을 바라보는 두 가지 시선
5. 너와 내가 모이면 (Feat. 손병휘, 백자)
6. 카오스
7. 빨갱이
8. 4월 동백

### 13집(Always in my heart)-2024
1. 난 언제나
2. 이것 또한 지나가리라
3. 흔들리며 피는 꽃
4. 우리가 눈발이라면
5. 어떤 기쁨
6. 여기에 있네
7. 가을이 오는가봐
8. 두 갈래 길
9. 새로운 길
10. 귀천
11. 11월
12. 난 사랑이 필요해
13. 너무나 많은 것들
14. 언제나 내 마음속에

## 대표곡
- 사람이 꽃보다 아름다워
- 너를 사랑한 이유
- 내가 만일
- 자유
- 인생은 나에게 술 한 잔 사주지 않았다
- 처음처럼
- 광야에서
- 우리가 어느 별에서
- 소금인형
- 귀뚜라미
- 당당하게
- 수풀을 헤치며
- 평행선
- 위하여
- 솔아 솔아 푸르른 솔아
- 담쟁이
- 선운사에서
- 사랑합니다
- 떨림
- 사랑하게 되면
- 바람의 영혼